# Copa d'Europa de futbol 1967-68
La Copa d'Europa de futbol 1967-68 fou l'edició número 13 en la història de la competició. Es disputà entre l'agost de 1967 i el maig de 1968, amb la participació inicial de 32 equips de 32 federacions diferents.
La competició fou guanyada pel Manchester United FC a la final davant del SL Benfica per 4-1 al Wembley Stadium de Londres. La final es disputà deu anys després del desastre aeri de Múnic on havien mort vuit jugadors del Manchester.

## Primera ronda

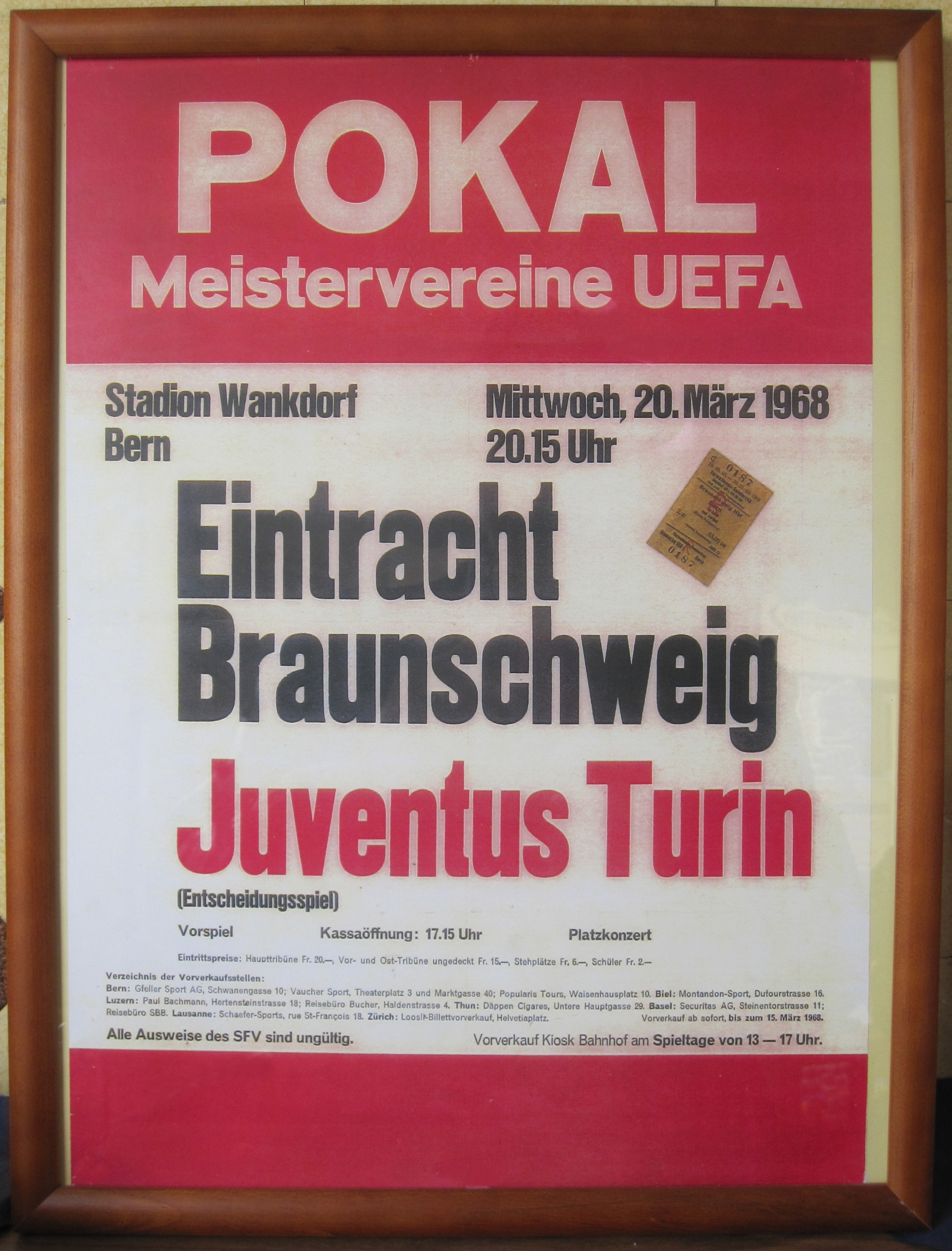
Cartell del partit Eintracht Braunschweig-Juventus FC.

| Equip 1                | Global | Equip 2        | Anada | Tornada |
| ---------------------- | ------ | -------------- | ----- | ------- |
| Olympiakos Nicosia     | 3-5    | Sarajevo       | 2-2   | 1-3     |
| Manchester United FC   | 4-0    | Hibernians     | 4-0   | 0-0     |
| Celtic FC              | 2-3    | Dinamo Kiev    | 1-2   | 1-1     |
| Górnik Zabrze          | 4-0    | Djurgården     | 3-0   | 1-0     |
| FC Basel               | 4-5    | Hvidovre       | 1-2   | 3-3     |
| AFC Ajax               | 2-3    | Reial Madrid   | 1-1   | 1-2     |
| Skeid                  | 1-2    | Sparta Praga   | 0-1   | 1-1     |
| Karl-Marx-Stadt        | 2-5    | RSC Anderlecht | 1-3   | 1-2     |
| Dundalk                | 1-9    | Vasas          | 0-1   | 1-8     |
| Valur                  | 4-4    | Jeunesse Esch  | 1-1   | 3-3     |
| Glentoran              | 1-1    | SL Benfica     | 1-1   | 0-0     |
| AS Saint-Étienne       | 5-0    | KuPS           | 2-0   | 3-0     |
| Beşiktaş JK            | 0-4    | Rapid Viena    | 0-1   | 0-3     |
| Eintracht Braunschweig | (abd)  | Dinamo Tirana  | -     | -       |
| Olympiakos FC          | 0-2    | Juventus FC    | 0-0   | 0-2     |
| Botev Plovdiv          | 2-3    | Rapid Bucarest | 2-0   | 0-3     |

1. ↑  Valur passà a la segona ronda per la regla del valor doble dels gols en camp contrari.
2. ↑  Benfica passà a la segona ronda per la regla del valor doble dels gols en camp contrari.

## Segona ronda
| Equip 1      | Global | Equip 2                | Anada | Tornada |
| ------------ | ------ | ---------------------- | ----- | ------- |
| Sarajevo     | 1-2    | Manchester United FC   | 0-0   | 1-2     |
| Dinamo Kiev  | 2-3    | Górnik Zabrze          | 1-2   | 1-1     |
| Hvidovre     | 3-6    | Reial Madrid           | 2-2   | 1-4     |
| Sparta Praga | 6-5    | RSC Anderlecht         | 3-2   | 3-3     |
| Vasas        | 11-1   | Valur                  | 6-0   | 5-1     |
| SL Benfica   | 2-1    | AS Saint-Étienne       | 2-0   | 0-1     |
| Rapid Viena  | 1-2    | Eintracht Braunschweig | 1-0   | 0-2     |
| Juventus FC  | 1-0    | Rapid Bucarest         | 1-0   | 0-0     |

## Quarts de final
| Equip 1                | Global | Equip 2       | Anada | Tornada |
| ---------------------- | ------ | ------------- | ----- | ------- |
| Manchester United FC   | 2-1    | Górnik Zabrze | 2-0   | 0-1     |
| Reial Madrid           | 4-2    | Sparta Praga  | 3-0   | 1-1     |
| Vasas                  | 0-3    | SL Benfica    | 0-0   | 0-3     |
| Eintracht Braunschweig | 3-3    | Juventus FC   | 3-2   | 0-1     |

1. ↑  Juventus passà a semifinals derrotant l'Eintracht Braunschweig en el partit de desaempat per 1-0.

## Semifinals
| Equip 1              | Global | Equip 2      | Anada | Tornada |
| -------------------- | ------ | ------------ | ----- | ------- |
| Manchester United FC | 4-3    | Reial Madrid | 1-0   | 3-3     |
| SL Benfica           | 3-0    | Juventus FC  | 2-0   | 1-0     |

## Final
| Manchester United FC                   | 4 – 1 (pr) | SL Benfica |
| -------------------------------------- | ---------- | ---------- |
| Charlton 53' 99' · Best 93' · Kidd 94' |            | Graça 75'  |

| Guanyador de la Copa d'Europa 1967-68 |
| ------------------------------------- |
| Manchester United F.C. Primer títol   |